# Завадка (Калуський район)
Зава́дка — село в Україні, у Верхнянській сільській територіальній громаді Калуського району Івано-Франківської області. Розташоване в північній частині Калуського району.

## Історія

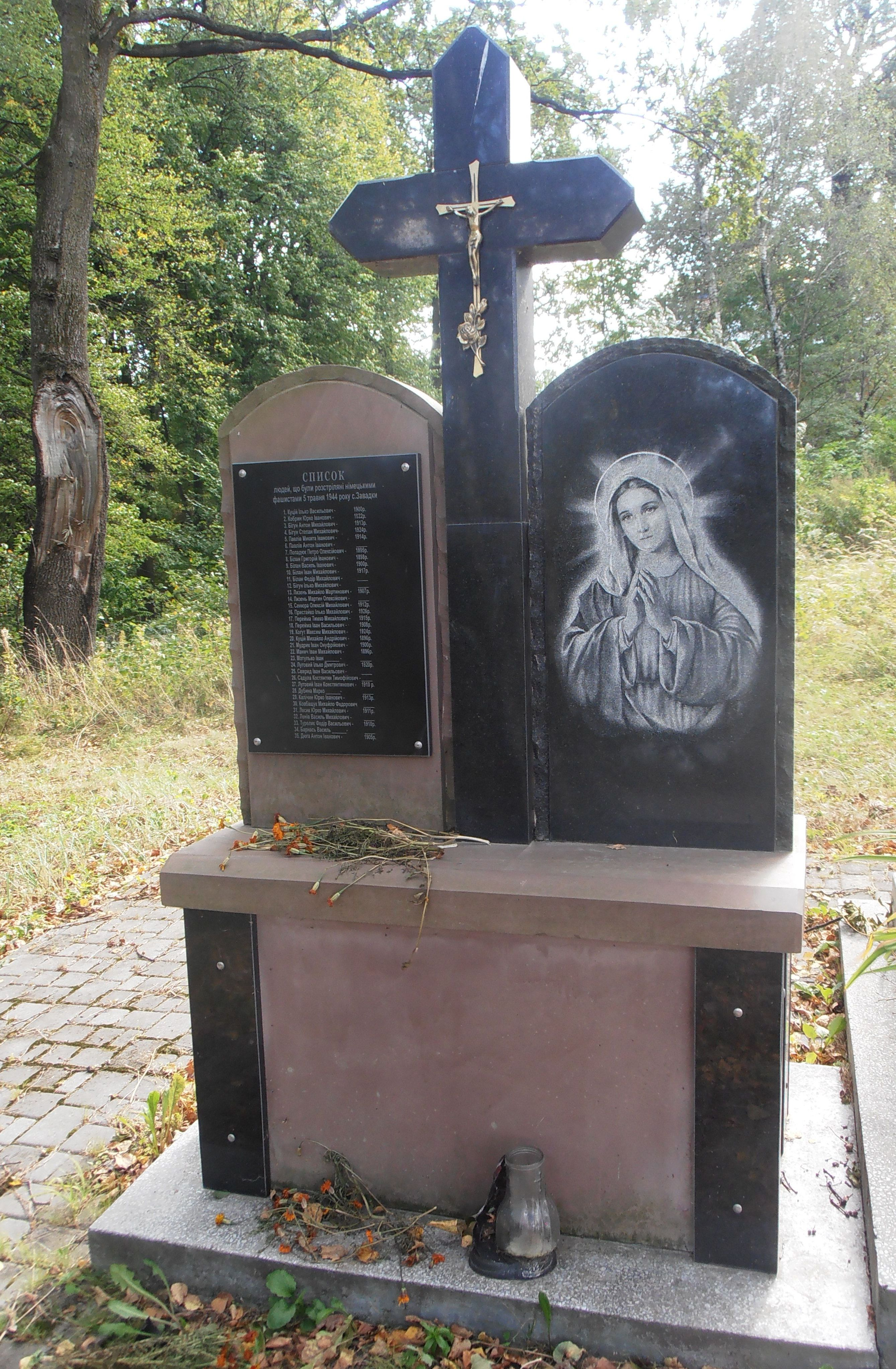
Пам'ятник односельцям розстріляним німцями 5.05.1944

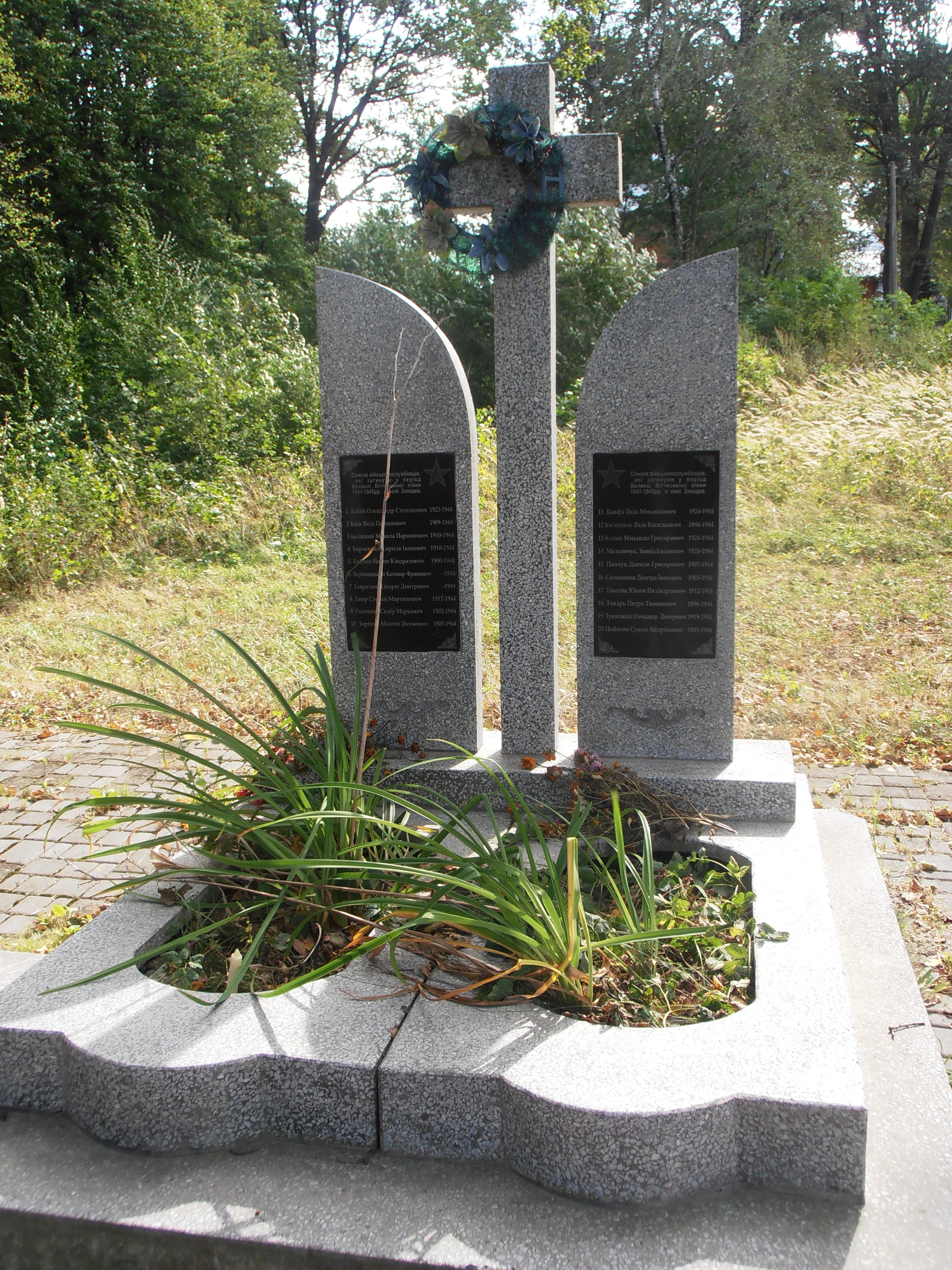
Пам'ятник загиблим воїнам Червоної армії

Історія нашої батьківщини в цілому, а також області, міста чи села зокрема, не мали щастя зберігати свої документальні архіви. Майже все пограбували вороги. Залишки документів і народні перекази, це те на чому доведеться в майбутньому відновляти історію поодиноких сіл чи міст. І саме на основі розповідей одного із жителів с. Завадки й побудована ця історія.
Згідно з народним переказом, землі, де нині Завадка, належали боярам Завадовичам, від яких і пішла назва села. Правда, був інший переказ, нібито село прийняло назву від того, що ще за княжих часів власники цих земель для оборони перед ворогами покопали в довколишніх лісах рови й позакопували острокіл, щоб тим робом спинити, у разі нападу, ворожу кінноту. Від цих «завад» і пішла назва села. Так чи інакше, одначе першу історичну записану згадку про село маємо з 1698 р.
Безперечно, село постало значно давніше, може ще в княжих часах. Відомо, що біля села були залишки «холерного кладовища» з 1594 р., а також руїни «Зеленого замку». Згідно з переказами, його знищила Батиєва татарська орда, яка за часів короля Данила в 1240—1241 рр. нищила і руйнувала Галицько-Волинську Державу — міста Стрий, Сколе, Лавочне, й ін. Крім «Зеленого замку» народний переказ згадує й про два «двори», які то мали знищити татари, а їхні руїни збережені до сьогодні. Так чи інакше, але конкретних даних про те, що село Завадка — власність бояр Завадовичів — ніде в документах не збережено, так лише каже народний переказ. Правдоподібно з тих же часів походить озеро, яке в наші дні майже зовсім заросло, залишивши маленький ставок. Крім тих двох дворів у Завадці було понад двадцять боярських родів.
Замок зносився над селом на південному узбіччі висотою 500 метрів понад селом, а далі тяглися старезні букові ліси. Тут же розкинулась низка древніх могил та монастирська церква.
Замок був обведений кам'яним валом, а зверху дерев'яним частоколом. Тому, що із трьох сторін замок оточували ліси, його названо «Зеленим замком». Під ним унизу були залишки якихось будівель — може боярські чи ремісничі садиби, а може будинки воїв. [17]
За млином починався трохи що не кілометровий став. На сході тяглися в сизу даль дубові ліси, а на півдні потопали в каскадах соняшного проміння букові ліси. Починаючи з горішнього кінця села, тяглися аж до Підкарпаття колишні монастирські поля та ліси, бо недалеко від Завадки на Майдані був наш древній монастир. До нього належали села Завадка, Кропивник і Кадобна. Населення тих монастирських угідь не робило панщини, хоча трохи не половина села Завадки були «панські» і робили панщину аж до 16.IV 1848 р., коли то цісарським розпорядком її скасовано, про що і свідчить хрест біля церкви.3
Годі сказати, яка доля стрінула жителів замку і тих дворів, а може й цілого селища, яке могло вигоріти дотла, не залишаючи жадного сліду. Невідома теж доля тих мешканців, а в селі сьогодні немає прізвищ Завадовичів. Скільки то можна сказати про древню історію цієї околиці та й самого села Завадки.
З новіших часів зберігся сумний свідок — холерне кладовище з 1594 р., коли вимерло половина населення від тієї пошести. Кладовище й досі існує на колгоспнім полі (колись панському), при дорозі, що веде до села Кропивник. Кладовище обведене ровом, заросле кущами, а посередині ріс мабуть столітній дуб, а перед ним високий, теж дубовий, трираменний хрест. На хресті була вміщена лямпада і ввесь час горіла лляна олія, кимось постійно доливана.
Церковця була збудована в 1723 р. і перенесена з Майдану до Завадки, де й простояла 145 літ, аж доки збудували нову. Для відзначення поставлено пам'ятник з датами, а зверху вміщено хрест старої церковці. Приблизно в той же час перебудовано дзвіницю, бо старенька мала понад двісті літ. Між чотирма липами поставлено хрест із датою скасування панщини, де відправляли Богослужби за здоров'я «найяснішого цісаря». Тут же треба згадати, що цісар зліквідував усі ці наші давні монастирі, які колись були православні, а далі греко-католицькі, а монастирські землі на Підкарпатті замінено на т. зв. «релігійний фонд» чи віддано графам і дідичам. Митрополичі угіддя, з великою кількістю лісів у Калущині й Долинщині, віддано українській греко-католицькій митрополії. В Завадці був теж панський двір, який австрійський уряд передав у 1852 р., після панщини, дідичеві Комарніцькому, що, як сам він заявляв односельчанам, походив із «руського» роду, але кривдив народ, і коли він помер у 1903 р., громада за ним не жаліла. Інакший був його син Володимир (Владзьо). Він повністю зукраїнізувався, любив селян і радо помагав у потребі. Ще за життя батька він був закоханий і мав намір одружуватися з сільською красунею, але батько до цього не допустив. Змусив взяти шлюб з якоюсь граб'янкою із с. Чертіж на Жидачівщині. Про те весілля з 1904 р. і до сьогодні кружляють легенди. Наречена теж мабуть з древнього боярського роду, бо розмовляла доброю українською мовою.
Весілля було напрочуд гарне. Наречений мав біля себе прибічну гвардію з 12-ти козаків (строї випозичено із Львівського театру), а позаду їхала кавалькада весільних гостей. Коли валка доїздила в село, стріляли, як на Великдень, із рушниць, а все село гуртом зустрічало молодят. На т. зв. Гусаковому мосту була збудована привітальна брама і тут їх зустрічали хлібом-сіллю. Дитячий шкільний хор під орудою вчителя М. Дибуляка відспівав «Многая літа» і гості хлинули в двір. На другий день улаштовано гостину для селян. На подвір'ї розташовано столи й заповіджено, щоб кожний приніс свою миску і ложку. Тисячі народу гостили — їли, пили, а опісля була забава і танці. Це було справді княже весілля, якого село ще не бачило…
Новий дідич був хазяйновитий. Він повністю змодернізував господарство. Закупив нові, необхідні машини, як от жниварки, косарки, плуги тощо. Він же велів очистити віковічні ліси-бори, дозволяючи людям забирати дрова і ріщє. Він же віддавав косарям на спілку косити луки. Був головою громади і дуже опікувався школою. Вчитель Дибуляк зорганізував із учнів симфонічну оркестру, а пан закупив інструменти.
Та приходить кінець усьому — і доброму і злому, так було й тут. Стара дідичка, полька-шовіністка, по смерті чоловіка проживала в Кракові. Інші поляки під'юджували її проти сина, «затятого русина», вийшли родинні непорозуміння і пан був змушений продати двір жидові Слізенґерові з Кракова, а сам купив малий маєточок на Лемківщині. Після того інспекторові-полякові легко було перенести вчителя Дибуляка в іншу місцевість, у якесь «кацапське» село. До Завадки призначено іншого вчителя, який поза шкільною справою зовсім не цікавився громадським життям. Вкінці він одружився з учителькою-полькою і змарнував собі життя.
Річ ясна, у таких умовах, завмерло все культурно-освітнє і національне життя села. Оркестра розлетілася, а музичні інструменти розкрадено. Навіть назву українець заборонено вживати в школі. Це було боляче, та вихованці Дибуляка були свідомими українцями і помимо заборон далі ширили в селі національну свідомість. Правда, були й перепони, у селі жило кілька колишніх українських шляхецьких родин, що перейшли на польське, як от Шавраські, Яворські, Будзінські, Добрянські, Добровольські, Мотульські, Павловські, Петровські тощо — яких двадцять родин. Деякі з тих «поляків» були доволі багаті, панщини ніколи не робили, позаймали вищі становища в селі й околиці, і вони то погорджували, а то й утискали селян. Правда, після скасування панщини людей зрівняно — всі були вільні, деякі з тих родів повимирали, а більшість збідніла й навернулася до рідного пня.
Варто теж згадати, що в часи Першої світової війни, у період окупації Галичини московськими військами, російська наукова експедиція приїхала в село досліджувати старовинну могилу (можливо, ще з V-го століття до Христа). Викопали зверху могили триметрову яму і знайшли декілька мосяжних ручок від мечів, узяли дві скриньки землі й повезли із собою. В той же час, у жовтні 1914 р., поїхали на «Зелений замок» і теж вели там розкопки. Чи знайшли щось — невідомо, бо нікого там не допускали.
Згадуючи про Першу світову війну, треба сказати, що чимало нашого люду, включно з о. Рудавським, забрано до табору в Талергофі, інших, що боролися в рядах Української Галицької Армії — інтернували поляки після війни. Перегодя, вже за польської влади, теж натерпівся наш народ, включно з тричі проклятою пацифікацією.
Ще треба згадати, що в Завадці було раніше аж три корчми, але з ростом національної свідомости, з розвитком кооперації корчми самі зліквідувалися, а їх місце зайняла кооператива, читальня «Просвіти» і наша рідна церква. Вчителі — згадуваний уже Дибуляк, а перед ним В. Сімків, що вже 1901 р. виступив із своїм шкільним хором, та йому не судилося довго вчителювати. На донесення інспектора-поляка, після вакацій, його перенесено із Завадки невідомо де.
У 1890 році в селі було 204 будинки і 1396 мешканців та 11 будинків і 77 мешканців на території фільварку (1374 греко-католики, 43 юдеї, 42 римо-католики, 11 інших визнань; 1385 українців, 77 поляків, 11 німців), була гуральня і однокласова школа.
За переписом 1900 року гміна (самоврядна громада) Завадка складалася з двох сіл: 1) Завадка — 220 житлових будинків і 1498 жителів, та 2) Мала Завадка — 10 будинків і 103 жителі.
У 1920-1930-х рр. діяли аж дві читальні «Просвіти». З другої половини ХІХ століття до 1944 року в селі працював великий лісопильний завод, який згорів внаслідок інтенсивних бойових дій.
У 1939 році в селі проживало 2020 мешканців (1970 українців, 10 поляків, 10 латинників і 30 євреїв).

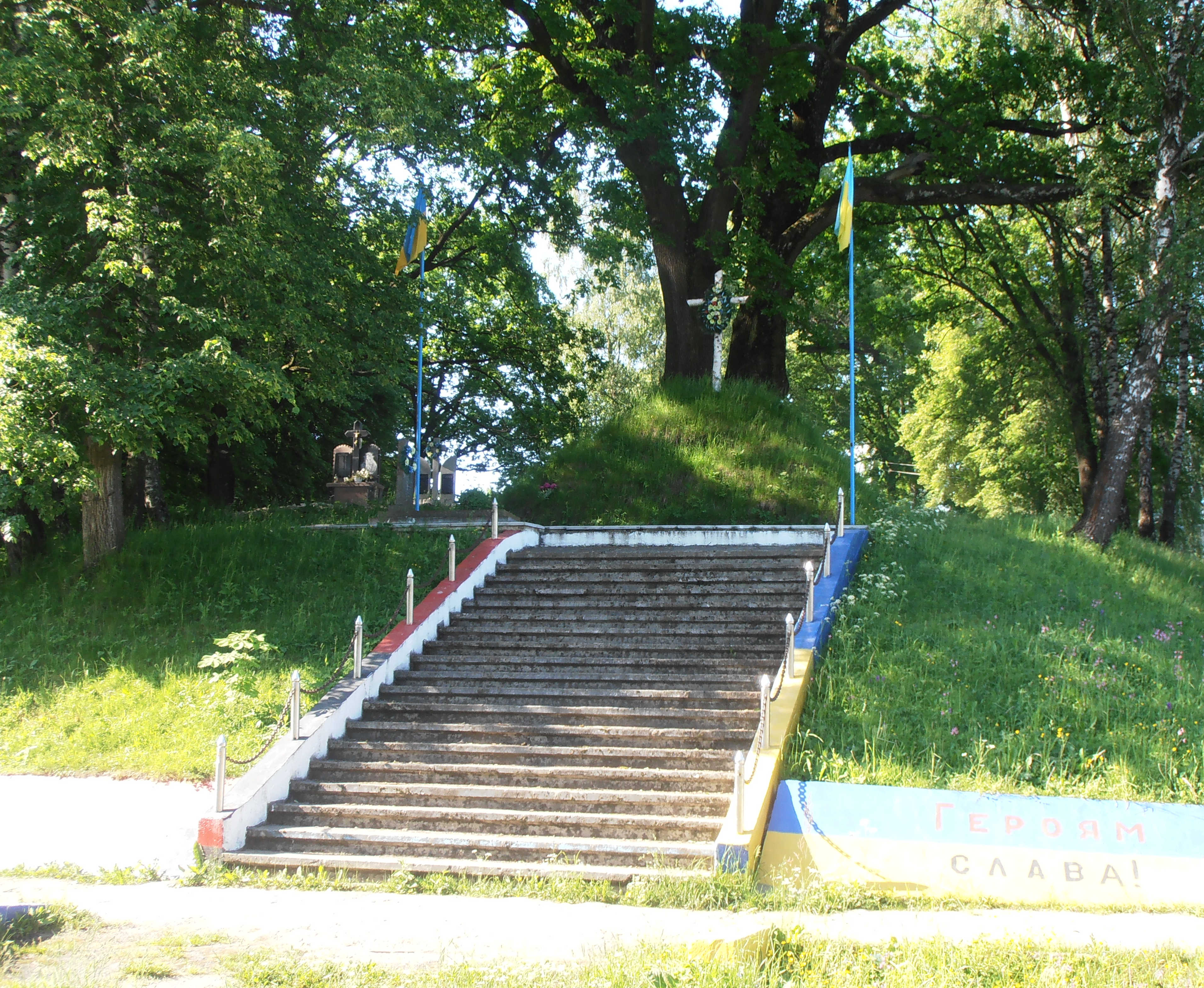
Могила героям загиблим за волю України

У квітні 1944 року в селі тривали багатоденні запеклі бої УПА з німецькими окупантами, які залучили також мадярські підрозділи, польське колабораціоністське формування і узбецький батальйон з армії Власова. Село спалено, захоплені заручниками лікар П. Лесик і ще 34 селян вивезені в Калуш, де після катувань гестапо розстріляло їх на цвинтарі. За роки Другої світової війни було спалено 57 хат і вбито 57 жителів.
За даними облуправління МГБ у 1949 р. у Войнилівському районі підпілля ОУН найактивнішим було в селах Верхнє, Збора, Завадка, Станькова і Сівка-Войнилівська.
Яка доля с. Завадки після Другої світової війни — добре всім відомо — така ж, як і доля всієї України під московським комуністичним чоботом. Сьогодні Завадка має близько 1700 людей і місцевій сільраді підпорядковані села Болохів та Степанівка. Річ ясна, із заграбованих земель створено колгосп ім. Кірова. Крім збіжжя поширена годівля скоту. Є в селі восьмирічна народна школа і дитячі ясла. Село національно свідоме, хоча в 30-х роках декілька збаламучених юнаків належало до таємного гуртка КПЗУ. Чимало народу згинуло, або у війні, або на Сибіру, а декому пощастило виїхати на Захід і тепер живуть у вільному світі з вірою «що прийде день, і прийде та година, коли воскресне наша Україна»…
З 1955 року на території села ведеться видобуток газу.

## Соціальна сфера

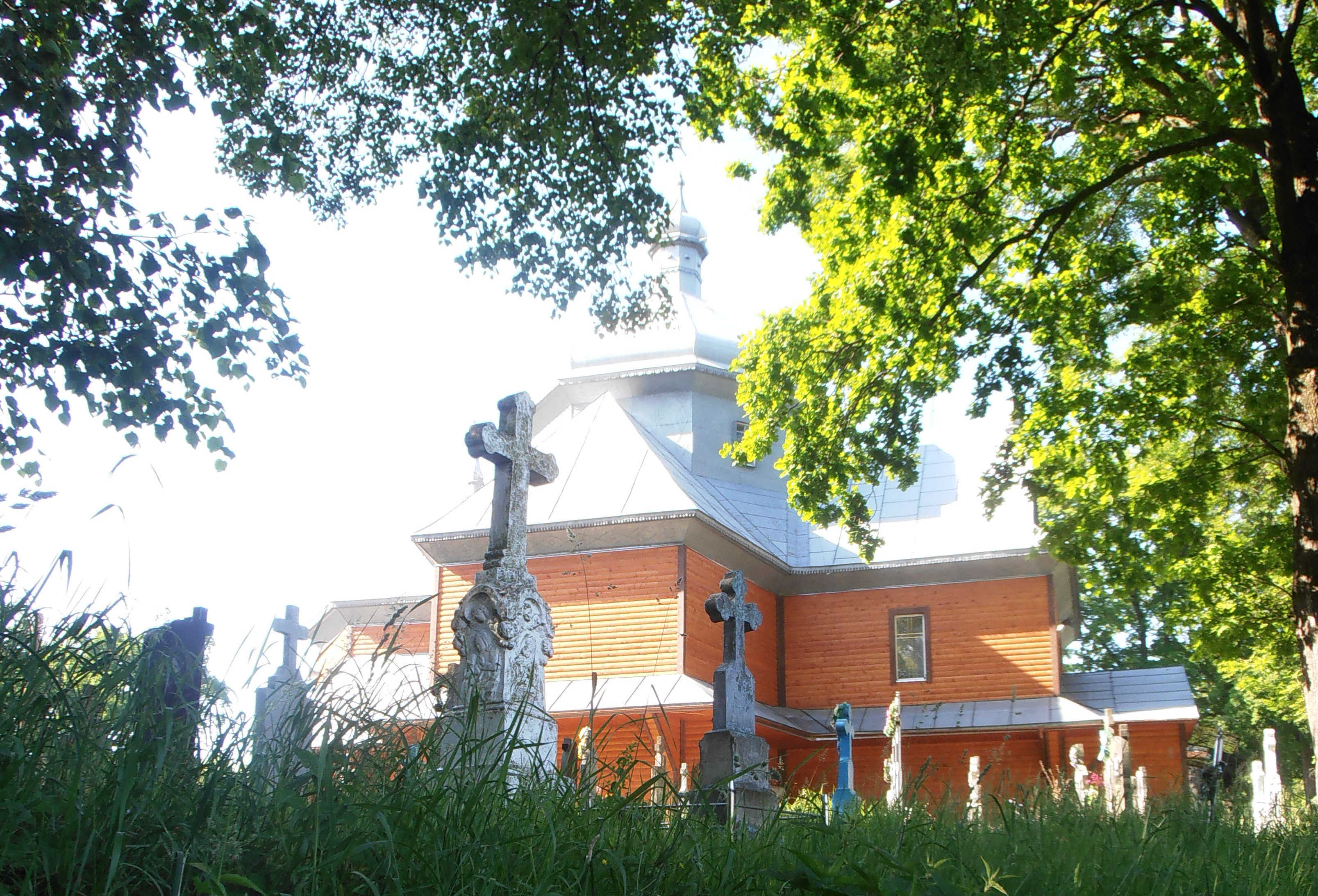
Церква

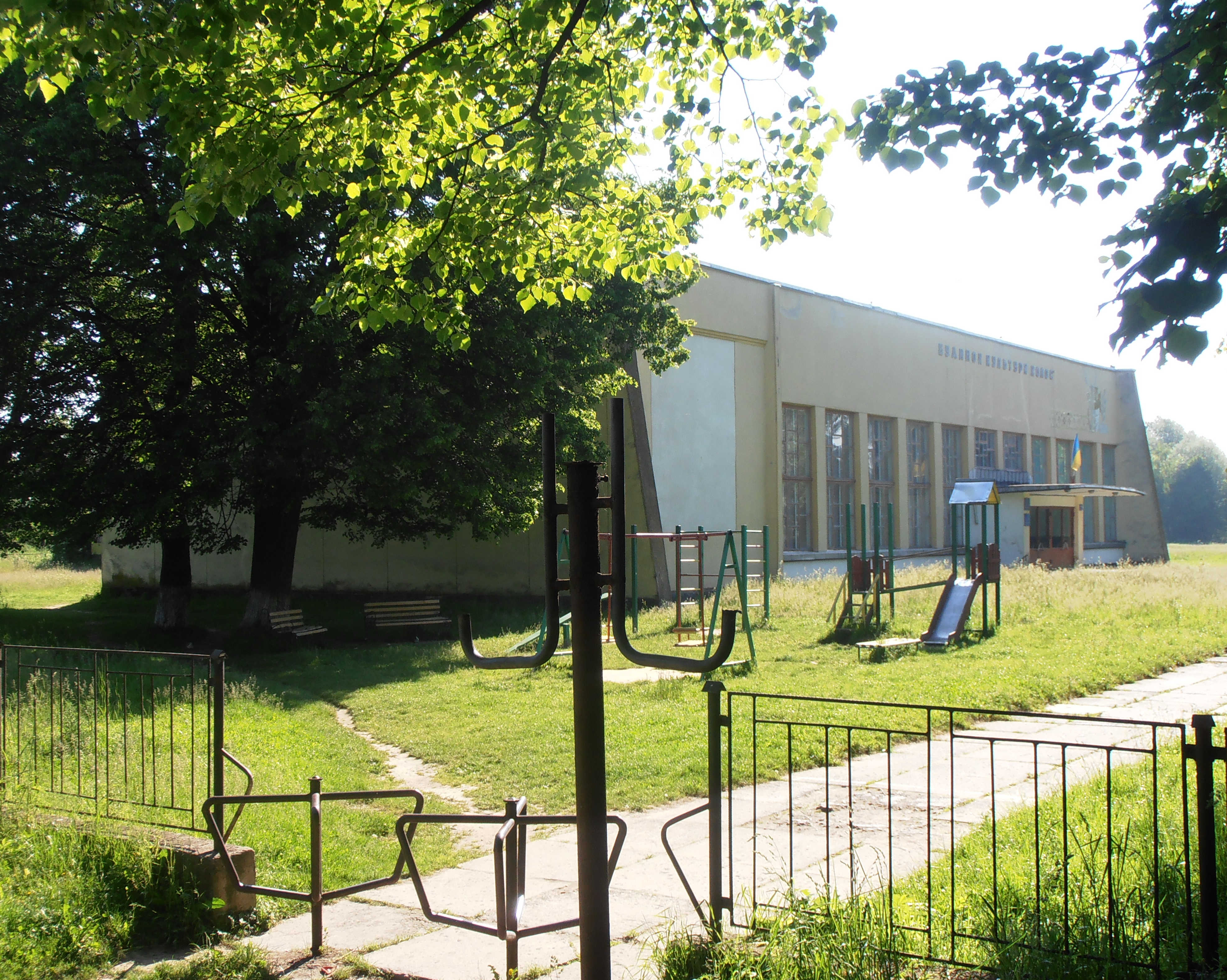
Будинок культури

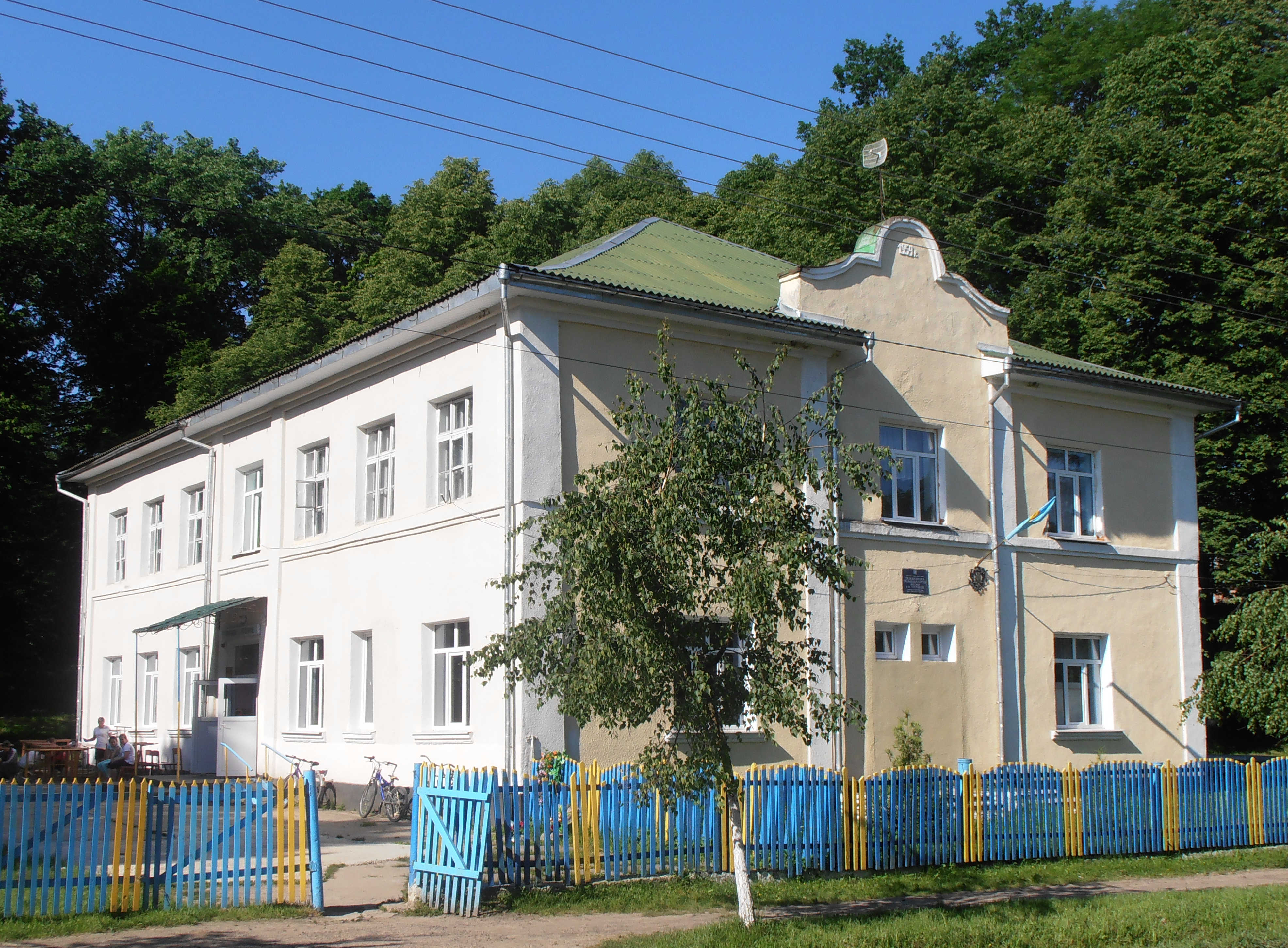
Школа

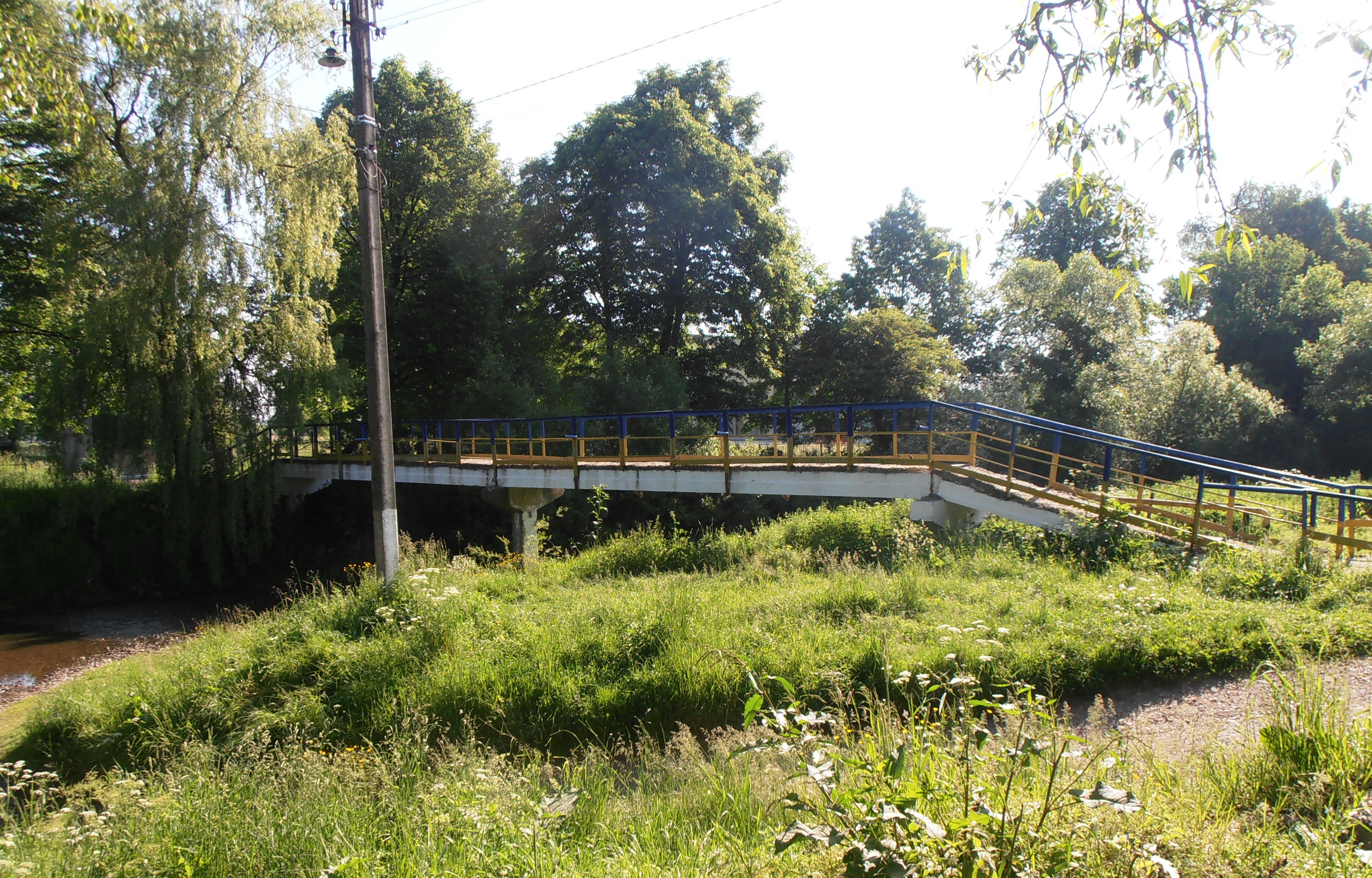
Місток

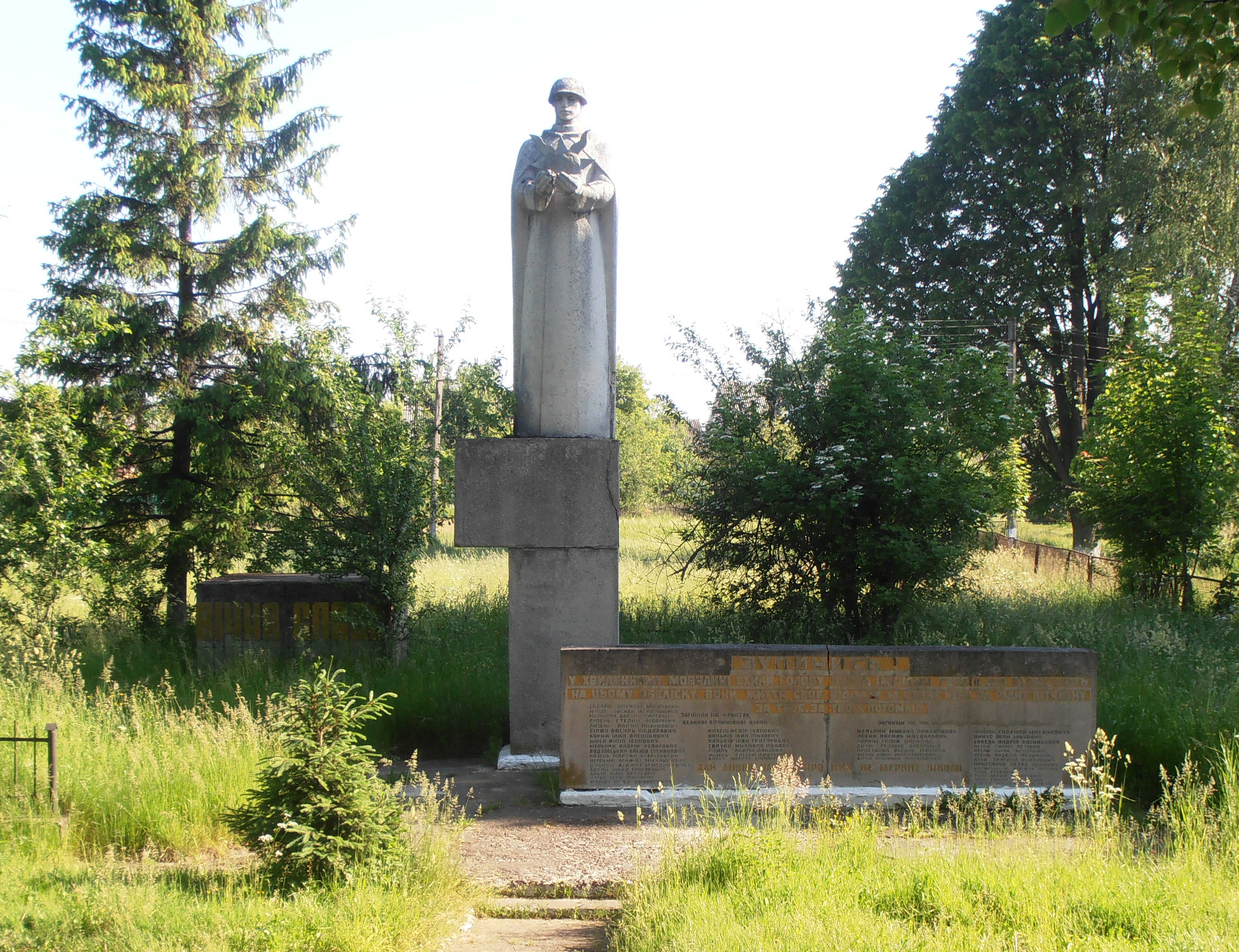
Радянський монумент загиблим червоноармійцям і стрибкам

- Церква Собору Пресвятої Діви Марії (храмове свято 7 січня) збудована 1887 року, пам'ятка архітектури місцевого значення № 768[7]. Австрійська армія конфіскувала в серпні 1916 р. у завадківській церкві 5 дзвонів діаметром 51, 34, 33, 30, 29 см, вагою 64, 20, 19, 14, 12 кг. Після війни польська влада отримала від Австрії компенсацію за дзвони, але громаді села грошей не перерахувала.[8] В користуванні православної і греко-католицької громад[9].
- Два Народні доми.
- Школа І-ІІ ст[10] на 290 місць і довгобуд нової школи[11].
- Дитсадок «Журавлик».[12]
- ФАП.
- 392 двори, 1475 мешканців.

Тепер у Завадці функціонує невеличке рибне господарство.

## Вулиці
У селі є вулиці:
- Буковинська
- Замкова
- Зарічна — І
- Зарічна — ІІ
- Зарічна — ІІІ
- Івана Франка
- Кринична
- Лесі Українки
- Молодіжна
- Польова
- Романа Куція
- Садова
- Степанівська
- Тараса Шевченка
- Шкільна.

## Відомі люди
- отець Мох Рудольф — душпастирював в селі[14] (розпочав душпастирську працю).
- Петро Дуда – «Моряк», «Чорноморець» (1925 с. Верхня -1948 с. Завадка) — сотенний відділу 83 «Круки» 23-го (Калуського) Тактичного відтинку «Маґура» Військової округи-4 «Говерла» групи УПА-Захід,  був референтом пропаганди Калуського районного проводу[15].
- Іван Ленів «Івась» (1928 с. Завадка — ?) — слідчий СБ Журавненського надрайонного проводу ОУН, Наказом Ч.6 про номінації та відзначення старшин та стрільців Військової Округи 4 «Говерля» з важністю від 14 жовтня 1946 р. відзначений Бронзовим Хрестом Бойової Заслуги.[16]